# Spy Sweeper
Spy Sweeper – program chroniący przed oprogramowaniem szpiegującym, reklamowym, dialerami i rejestratorami klawiszy, które instalują się bez wiedzy użytkownika, wykradając poufne dane (np. hasła dostępu do banku). Program chroni komputer w czasie rzeczywistym, uniemożliwiając zmianę ustawień rejestru, przeglądarki internetowej i autostartu. Znalezione zagrożenia są automatycznie blokowane i usuwane.
Spy Sweeper wyposażony jest w bazę sygnatur złowrogich programów, na bieżąco aktualizowaną z wykorzystaniem specjalnego robota sieciowego (Phileas).
Wykryte zagrożenia mogą być zatrzymywane w kwarantannie, a po ich usunięciu istnieje możliwość przywrócenia zmian. Program umożliwia również utworzenie białej listy, jeśli chcemy, by niektóre z programów szpiegujących/reklamowych nie były blokowane (np. adware zawarty w Kazaa).
Oprogramowanie występuje w 2 wersjach: Home i Enterprise. Wersja Enterprise umożliwia centralne zarządzanie klientami zainstalowanymi w sieci.